# 19 Batalion Kadrowy Strzelców
19 Batalion Kadrowy Strzelców (19 bks) – pododdział piechoty Polskich Sił Zbrojnych na Zachodzie.

## Historia batalionu
19 Batalion Kadrowy Strzelców został sformowany 24 listopada 1940 roku w Dunfermline, w Szkocji, w składzie 7 Brygady Kadrowej Strzelców. Batalion został zorganizowany, jako jednostka skadrowana na podstawie rozkazu L.dz. 12811/O.I.tjn. dowódcy I Korpusu z 5 listopada 1940 roku i rozkazu organizacyjnego L.dz. 387/O.I.tjn.40 dowódcy 7 Brygady Kadrowej Strzelców z 26 listopada 1940 roku. Faktycznie batalion stanowił równowartość plutonu piechoty o stanie około 50 ludzi.
Z dniem 1 grudnia 1941 roku batalion wraz z całą 7 Brygadą Kadrową Strzelców został przeformowany w II Oficerski Batalion Szkolny, który wszedł w skład Brygady Szkolnej.

## Obsada personalna
Obsada personalna 19 Batalionu Kadrowego Strzelców
- dowódca batalionu – ppłk dypl. Stanisław Józef Biegański
- zastępca dowódcy – mjr Michał Osmola
- zastępca dowódcy – ppłk Stanisław Kowalski (od 7 III 1941[5])
- dowódca 1 kompanii – mjr rez. piech. Stanisław Scheuring (do 8 II 1914)
- dowódca 2 kompanii – mjr Franciszek Wrona
- dowódca 3 kompanii – ppłk piech. Józef Haluta (do 1 II 1941 → 8 BKS)
- dowódca 1 kompanii ckm – mjr Mieczysław Niemiec
- dowódca plutonu łączności – ppor. łącz. Leon Sokołowski (od 18 III 1941[6])
- dowódca plutonu łączności – ppor. łącz. Tadeusz Legwand (od 18 III 1941)

Pozostali oficerowie batalionu:
- kpt. piech. Władysław Smrokowski (do 16 III 1914 → dyspozycja II generała do zleceń Naczelnego Wodza)